# CS/LR13型狙击步枪
CS/LR13型12.7毫米旋转后拉枪机式狙击步枪（其为商业型名称，军事名称：NSG-50改）是一款由中国四川华庆机械有限責任公司所研製和生產的手动式反器材狙击步枪，发射12.7×99毫米北約口徑（.50 BMG）步枪子彈，例如中国生产的CS/BFL6型高精度专用狙击彈藥或国外生产的.50口径高精度比賽等級弹药。

## 歷史
随着经济和社会的发展，频繁的于各类重大国际活动、赛事中交流，中国重新开始认识狙击理念，并付诸科研实践。为此，中国相关部门启动了弹匣供弹的12.7毫米高精度狙击步枪系统的研制工作。
从2011年开始，CS/LR13的前型——NSG-50的研制工作历经方案样机、工程样机至设计定型样机等阶段，主要是针对如何提升武器精度、减缓後座力，提升外观质量、人机工效及狙击弹藥精度等问题进行攻关。最终于2015年，该枪通过设计定型，完成了全系统的研制。
2015年纽伦堡舉辦的國際武器展及戶外經典展以上，在NSG-50的基础上进行细节修改的CS/LR13首度展出。

## 设计细节
CS/LR13用以与CS/BFL6型狙击弹、CS/BFA10型穿甲燃烧狙击弹、CS/OS20A型白光瞄准镜、红外夜视镜或微光夜视镜及“火眼”1000型多功能光电侦察仪组成狙击步枪系统。
平时，CS/LR13主要采用的是CS/OS20A型白光瞄准镜，具有观察瞄准、目镜视度调节、视差修正、较暗环境下的分划照明及手动弹道装定等功能。这种瞄准镜的放大倍率为4—15倍可调，全重量为1.3千克。
夜间作战时还可加装红外夜视镜或微光夜视镜。两款夜视镜皆可串列安装于白光瞄准镜前方，具有夜间对目标进行观察、瞄准射击的功能。针对车辆目标，其夜间探测距离可达1,500公尺。配枪使用时能够快速完成作战模式的转换而无需重新调校，手持时则用于进行大范围的目标搜索。

### 主要结构
CS/LR13主要发射CS/BFL6型狙击弹、CS/BFA10型穿甲燃烧狙击弹。前者可对1,500公尺内的有生目标实施精确打击，其弹道低伸，稳定性良好，在飞行到2,000公尺距离时的存速也能保证一定的命中率和杀伤力，在2,200公尺距离时弹头飞行状态尚未失稳；后者则能够在同样距离以上貫穿厚达10毫米軋壓均質裝甲钢板，对轻型装甲车辆等目标造成远距离高效毁伤。
自由浮動式槍管为采用特殊工艺精密加工的重型枪管，枪口装有大型雙室式制退器以减轻后座作用；尾部则僅与机匣螺接在一起。CS/LR13在1,000公尺与1,500公尺的射程以内，同样射击3发枪弹，精度分別是为1MOA与1.2MOA。
机匣顶部与枪管上方（以双向支撑支架）设有MIL-STD-1913戰術導軌，用以分別安装白光瞄准镜以及红外夜视镜或微光夜视镜，前后两段式设计可方便同时配装白光瞄准镜和夜视仪。设在机匣下方后部的发射机采用兩道火扳機机构，左侧上方设有保险。扳机后方设有提示击发临界点的螺絲，扳机扣力和扳机行程都可调节。发射机前部为彈匣插槽，用以装上其5發容弹量的可拆卸式單排弹匣。弹匣插槽前方设有便于使用者携行的提把，而提把前方设有两脚架接口，配属的两脚架可调节架腿高度，以调整其火线高度。 
固定式枪托设置了高效率液压吸振后坐缓冲系统。枪托后部的肩托设有较厚的橡膠製緩衝墊，橡胶垫上设有大量气孔；缓冲系统与橡胶垫都是用于减小可感后坐力的关键之一。使用者可根据自己持枪的舒适度情况，在枪托与橡胶垫之间设定安装垫块的数量以调节枪托的长短，最多（最大長度时）可装上三个垫块。其橡胶垫肩托、枪托上方设有的托腮板（高度調整）以及下方设有的单脚架均可调节高低，并以枪托中间的大孔让前方具有防滑纹的部份形成後握把，这些人性化的设计均提高了其人机工效。

### 备附件
CS/LR13系统还配有枪箱、枪衣、维护保养工具等备附件。
首要的是由工程塑料制成的枪箱，根据军用标准、运输、使用要求以至狙击步枪的结构特点而研制。它可将狙击步枪、白光瞄准镜、红外夜视镜或微光夜视镜及维修保养工具分别放置在多个专用的容纳空腔以内，并对它俩起到防雨、防尘、防碰撞、抗静电、阻燃等提供全方位的保护，具有良好的密封、防腐、抗压、抗冲击、抗老化性能。
其次的迷彩色枪衣主要用于容纳加装了白光瞄准镜的狙击步枪。中部设有的背带和提带，分別用于背枪笸手提枪衣。两侧所设有的固定带，分别用于固定枪管与枪托。
最后是维护保养工具，即油壶、毛刷、通条、冲子、扳手等维护枪械的必備工具。

## 外部連結
- （英文）—Bolt-action Sniper Rifle Type CS/LR 13_Rifle_Weapon_Products_Jing An（页面存档备份，存于）
- （俄文）—NSG-50 / Norinco CS/LR 13 снайперская винтовка - характеристики, фото, ттх（页面存档备份，存于）
- （简体中文）—中英大口径狙击步枪哪家强?CS/LR13型狙击步枪 VS AW50型狙击步枪_中华网（页面存档备份，存于）